# Ángel Guardiola
Ángel Guardiola Ortiz (Cieza, 7 de abril de 1934 - 28 de junio de 2025) fue un ciclista español, que fue profesional entre 1957 y 1962. Los principales éxitos serían dos victorias de etapas a la Vuelta en Cataluña y a la Vuelta en Andalucía

## Palmarés
1960
- 1 etapa en la Volta a Cataluña
- Vencedor de una etapa de la Vuelta a Andalucía

1961
- Vencedor de 2 etapas de la Vuelta a Colombia

### Resultados a la Vuelta a España
- 1960. 18º de la clasificación general
- 1961. 20º de la clasificación general
- 1962. 44.º de la clasificación general